# Billy Sweezey
Bill "Billy" Sweezey, född 6 februari 1996, är en amerikansk professionell ishockeyback som är kontrakterad till Columbus Blue Jackets i National Hockey League (NHL) och spelar för Cleveland Monsters i American Hockey League (AHL).
Han har tidigare spelat för Wilkes-Barre/Scranton Penguins i AHL; Yale Bulldogs i National Collegiate Athletic Association (NCAA) samt Dubuque Fighting Saints och Chicago Steel i United States Hockey League (USHL).
Sweezey blev aldrig NHL-draftad.

## Statistik
| 2012–2013   | Noble and Greenough Bulldogs   |             | 27  | 1 | 8  | 9  | —   | — | — | — | — | — |
|             | South Shore Kings              | EMJHL       | 17  | 1 | 8  | 9  | 48  | — | — | — | — | — |
| 2013–2014   | Noble and Greenough Bulldogs   |             | 28  | 8 | 20 | 28 | —   | — | — | — | — | — |
|             | Cape Cod Whalers               |             | 12  | 1 | 3  | 4  | 28  | — | — | — | — | — |
| 2014–2015   | Noble and Greenough Bulldogs   |             | 27  | 5 | 18 | 23 | —   | — | — | — | — | — |
|             | Cape Cod Whalers               |             | 13  | 1 | 5  | 6  | 33  | — | — | — | — | — |
|             | Dubuque Fighting Saints        | USHL        | 3   | 0 | 0  | 0  | 4   | — | — | — | — | — |
| 2015–2016   | Chicago Steel                  | USHL        | 55  | 3 | 1  | 4  | 131 | — | — | — | — | — |
| 2016–2017   | Yale Bulldogs                  | NCAA        | 33  | 1 | 5  | 6  | 40  | — | — | — | — | — |
| 2017–2018   | Yale Bulldogs                  | NCAA        | 30  | 1 | 9  | 10 | 46  | — | — | — | — | — |
| 2018–2019   | Yale Bulldogs                  | NCAA        | 32  | 1 | 4  | 5  | 26  | — | — | — | — | — |
| 2019–2020   | Yale Bulldogs                  | NCAA        | 32  | 0 | 8  | 8  | 47  | — | — | — | — | — |
| 2020–2021   | Wilkes-Barre/Scranton Penguins | AHL         | 22  | 0 | 4  | 4  | 26  | — | — | — | — | — |
| 2021–2022   | Cleveland Monsters             | AHL         | 70  | 4 | 7  | 11 | 114 | — | — | — | — | — |
| 2022–2023   | Columbus Blue Jackets          | NHL         | 1   | 0 | 0  | 0  | 0   | — | — | — | — | — |
|             | Cleveland Monsters             | AHL         | 41  | 0 | 9  | 9  | 49  | — | — | — | — | — |
| NHL totalt  | NHL totalt                     | NHL totalt  | 1   | 0 | 0  | 0  | 0   | — | — | — | — | — |
| AHL totalt  | AHL totalt                     | AHL totalt  | 133 | 4 | 20 | 24 | 189 | — | — | — | — | — |
| NCAA totalt | NCAA totalt                    | NCAA totalt | 127 | 3 | 26 | 29 | 159 | — | — | — | — | — |
| USHL totalt | USHL totalt                    | USHL totalt | 58  | 3 | 1  | 4  | 135 | — | — | — | — | — |